# 貴生川駅

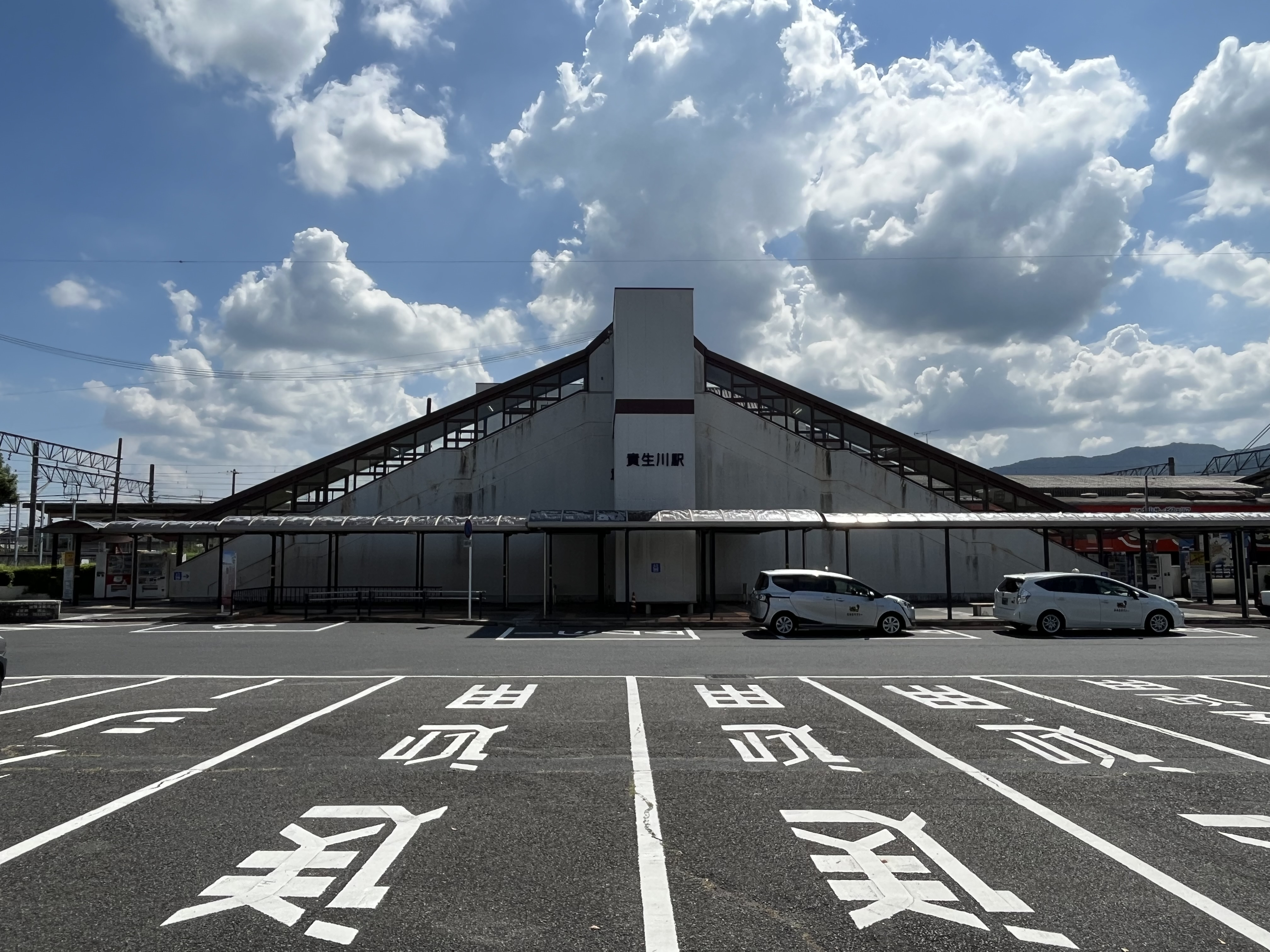
駅舎（北口、2023年8月）

貴生川駅（きぶかわえき）は、滋賀県甲賀市水口町虫生野（）にある、西日本旅客鉄道（JR西日本）・信楽高原鐵道（SKR）・近江鉄道の駅である。
JR西日本の草津線、信楽高原鐵道の信楽線、近江鉄道の本線（水口・蒲生野線）が乗り入れ、接続駅となっている。信楽線は当駅が起点、近江鉄道本線は当駅が終点である。近江鉄道の当駅にはOR37の駅番号が設定されている。

## 歴史

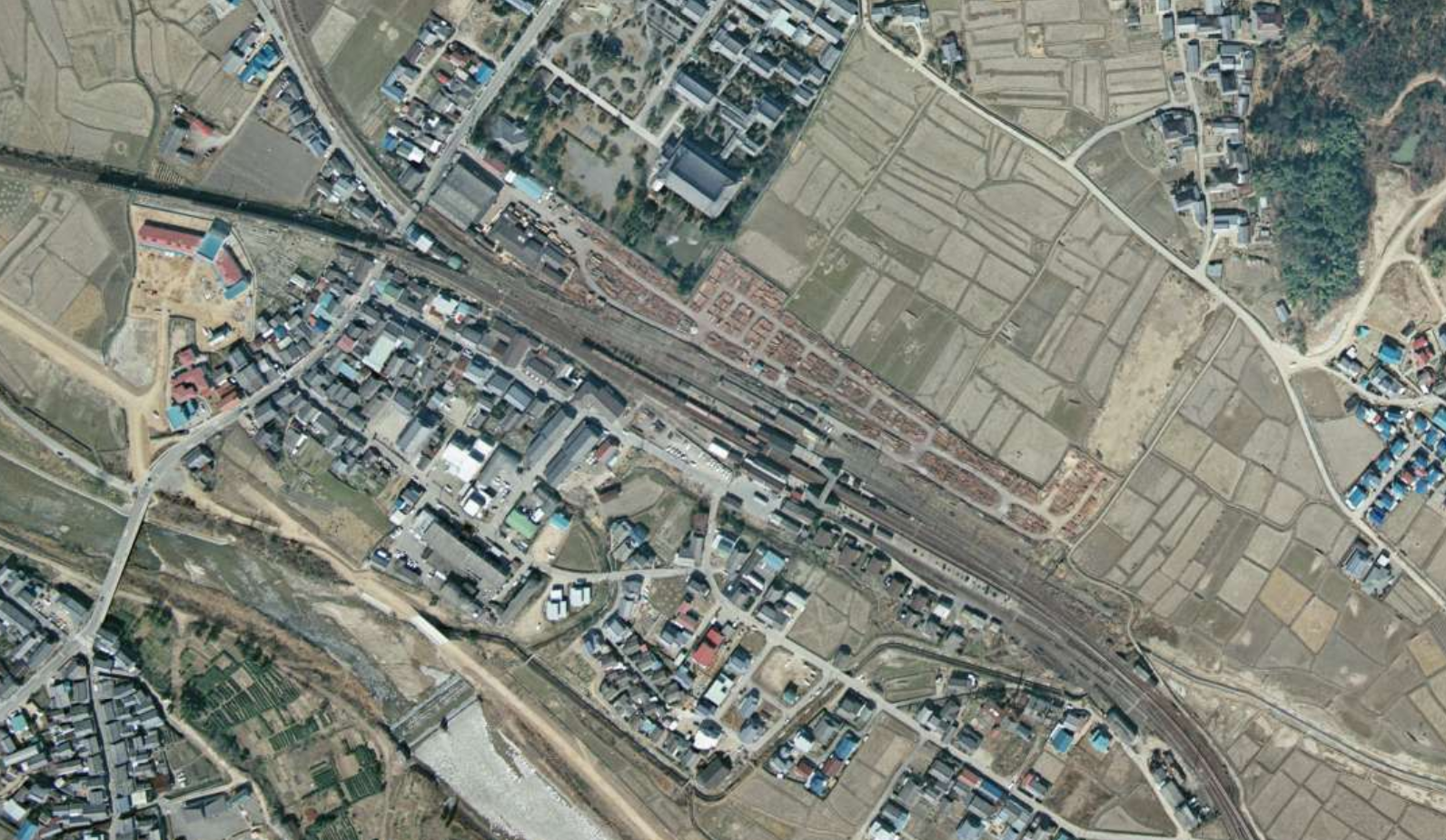
1975年（昭和50年）当時の当駅周辺航空写真

### JR西日本
- 1900年（明治33年）12月29日：関西鉄道線の三雲駅 - 深川駅（ふかわえき、現在の甲南駅）間に、当駅が開業[9][10]。
- 1907年（明治40年）10月1日：関西鉄道が国有化[9]。帝国鉄道庁（国鉄）の駅となる。
- 1909年（明治42年）10月12日：国有鉄道で線路名称が制定され、草津線の所属となる[9]。
- 1971年（昭和46年）10月1日：貨物の取り扱いを廃止[11]。
- 1984年（昭和59年）2月1日：荷物扱い廃止[11]。
- 1986年（昭和61年）11月：橋上化。
- 1987年（昭和62年）
  - 3月31日：貨物の取扱を再開[11]。ただし、列車の設定はない。
  - 4月1日：国鉄分割民営化により、西日本旅客鉄道（JR西日本）・日本貨物鉄道（JR貨物）の駅となる[12]。
- 1999年（平成11年）
  - 1月21日：自動改札機を設置し、供用開始[13]。
  - 3月31日：JR貨物の駅（貨物の取り扱い）が廃止。取り扱い実績のないまま廃止された。
- 2003年（平成15年）11月1日：草津線の当駅 - 草津駅間でICカード「ICOCA」の利用が可能となる。
- 2018年（平成30年）3月17日：草津線の柘植駅 - 当駅間でICカード「ICOCA」の利用が可能となる[14]。
- 2019年（平成31年）1月18日：中線（2番線）の線路が撤去された。
- 2020年（令和2年）　　　　　　　　
  - 2月21日：みどりの窓口の営業を終了[15]。
  - 2月22日：みどりの券売機プラスの運用を開始[15]。
- 2021年（令和3年）4月1日：JR西日本交通サービスの業務委託駅となる。

### 信楽高原鐵道
- 1933年（昭和8年）5月8日：国鉄信楽線が当駅 - 信楽駅間で開業[9][16][17]。
- 1943年（昭和18年）10月1日：不要不急路線として休止[9][17]。
- 1947年（昭和22年）7月25日：信楽線の運行を再開[9][17]。
- 1987年（昭和62年）
  - 4月1日：国鉄分割民営化により、西日本旅客鉄道（JR西日本）の駅となる[12]。
  - 7月13日：信楽線が第三セクターの信楽高原鐵道に転換[17]、同社の路線となる。
- 1991年（平成3年）
  - 5月14日：当駅 - 紫香楽宮跡駅間で列車衝突事故が発生（信楽高原鐵道列車衝突事故）[1][6][12]。
  - 12月8日：運行を再開[18][12][17]。

### 近江鉄道
- 1900年（明治33年）12月28日：近江鉄道の日野駅 - 当駅間が開業[19][18]。翌日、関西鉄道線との接続駅となる[9]。
- 1944年（昭和19年）3月1日：近江鉄道が八日市鉄道を吸収合併、路線名を制定。所属線が本線となる[20]。
- 1972年（昭和47年）10月1日：国鉄貴生川駅との中継貨物を廃止[21]。

## 駅構造

### JR西日本・信楽高原鐵道
JRが使用する相対式ホーム2面2線と信楽高原鐵道が使用する切欠きホーム1線、計2面3線のホームを有する地上駅で、橋上駅舎を持つ。ホーム間の移動は跨線橋で行なう。
両社で構内を共用する共同使用駅であり、JR西日本が構内を管轄している。JR西日本交通サービスによる業務委託駅（草津駅の被管理駅）で、みどりの券売機プラスが設置されている。JRのホームへはICOCA対応の自動改札機を通ることになる。JRと信楽高原鐵道との乗換には改札を経由する必要はないが、JRでしか利用できないICカード利用者用の入出場処理用の簡易改札機（2台）がJRの3番のりば上に置かれている。
信楽高原鐵道に乗車する際は、改札外の乗車駅証明書発行機で証明書を発行し、運賃は下車時精算することになる。
信楽高原鐵道のホームは3番のりばの反対側にある。JRと信楽高原鐵道の線路は直通運転中止後もしばらく繋がっていたが、信楽方面への出発信号機の使用は停止されていた。現在は連絡線が撤去され、線路は分断されている。

#### のりば
| のりば | 路線       | 方向 | 行先           |
| ------ | ---------- | ---- | -------------- |
| 1      | 草津線     | 上り | 甲賀・柘植方面 |
| 3      | 草津線     | 下り | 草津・京都方面 |
| 信楽線 | ■SKR信楽線 | -    | 信楽行き       |

付記事項
- JR線のホームは両方向から進入・発車が可能。当駅始発の草津行きも3番のりばを使用するが、朝の時間帯には逆方向のホームから発車する列車が設定されている。
- 2番線はホームのない中線を指し、のりば番号としては欠番であったが、2019年1月18日に線路が撤去された。
- 2007年11月に当駅止まりのお召し列車が運転されるのに合わせ、同年10月にホームやコンコースの改装工事が行われた。
- 朝5時台に当駅始発の草津行き、草津発夜23時台に当駅止まりの列車が設定されている。

その他
- 駅北口と駅南口に立体駐輪場がある。駅北口には平面駐輪場（長さ約85メートル）も併設している。

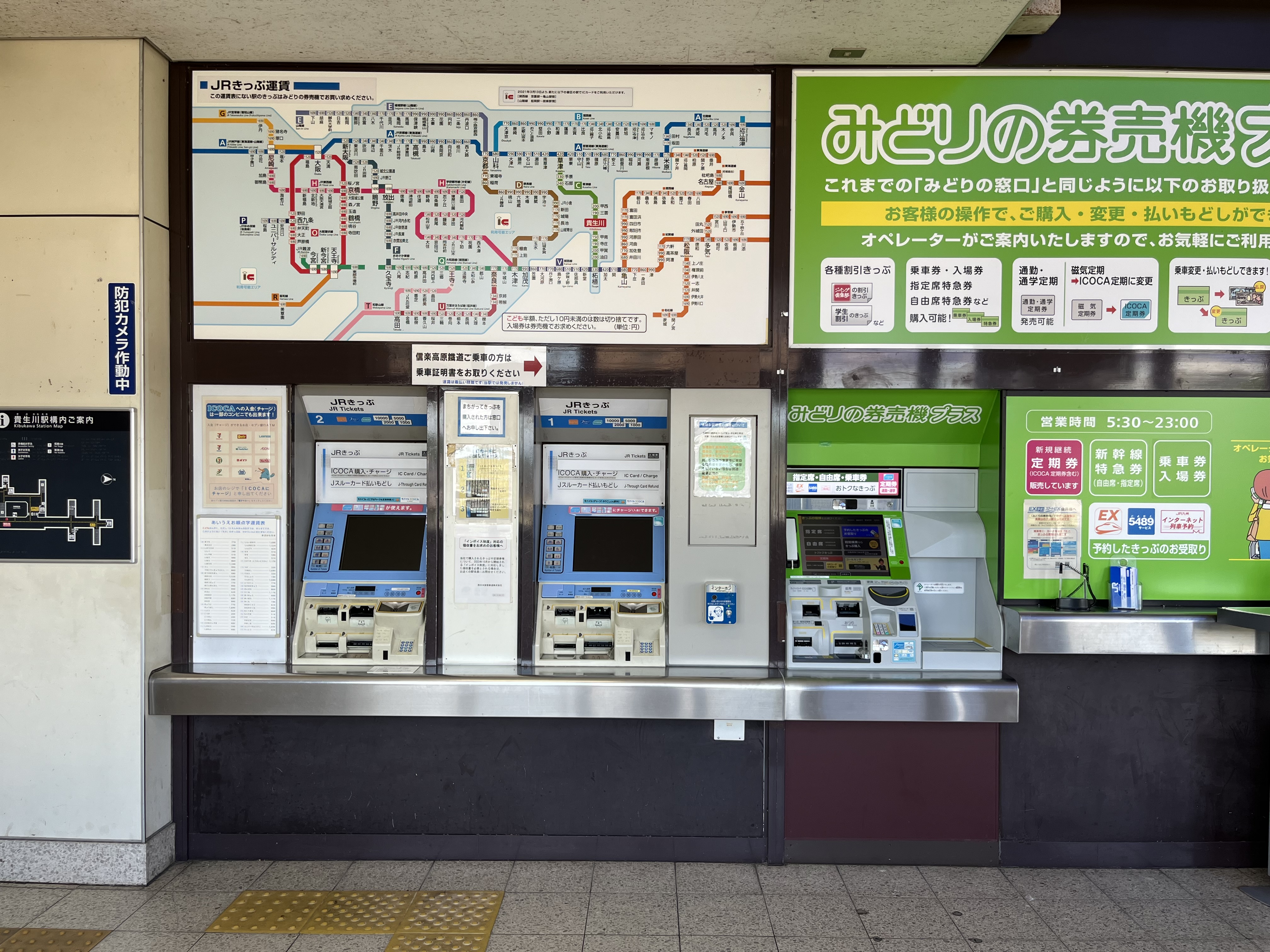
自動券売機（2023年8月）
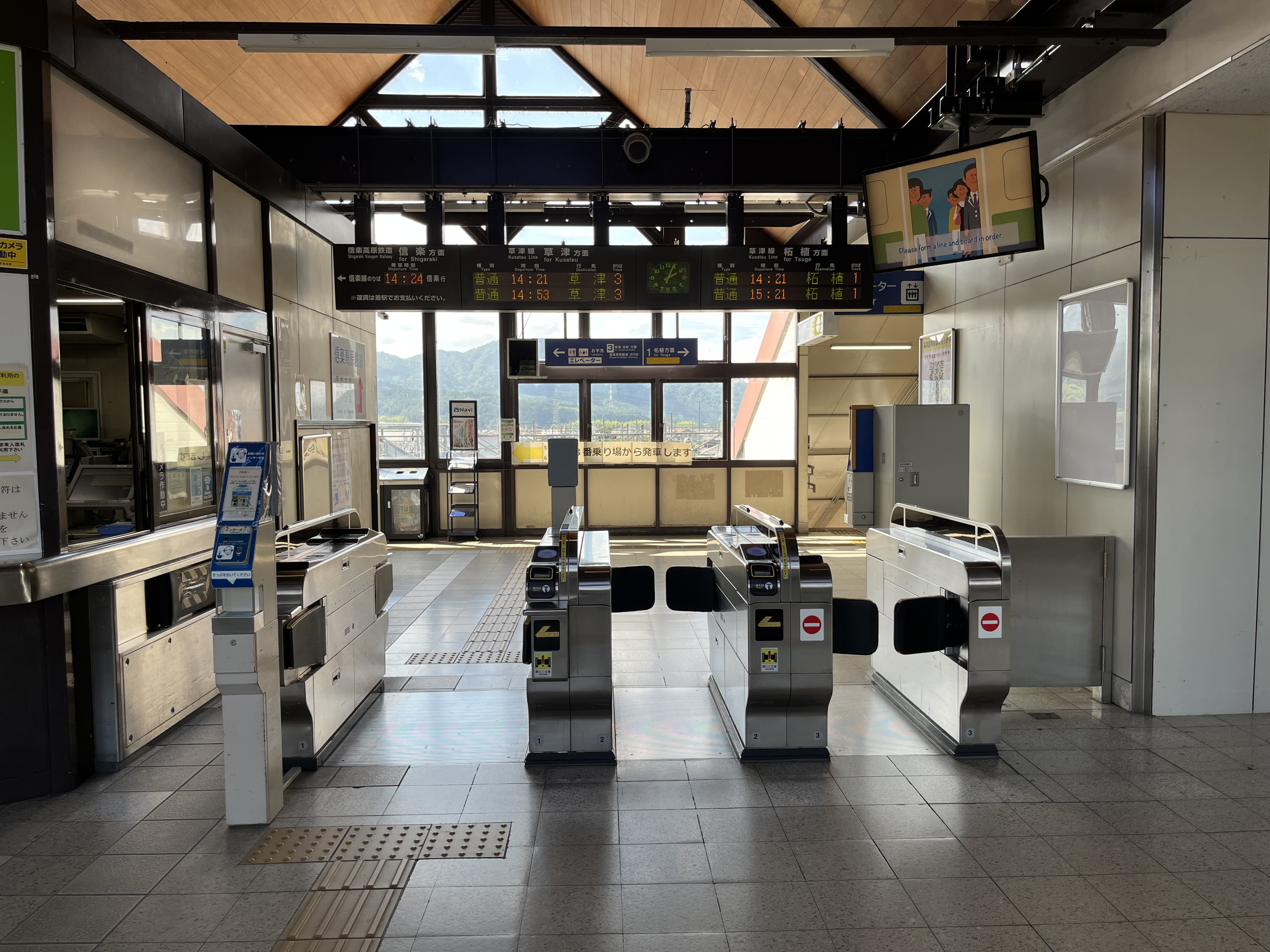
改札口（2023年8月）
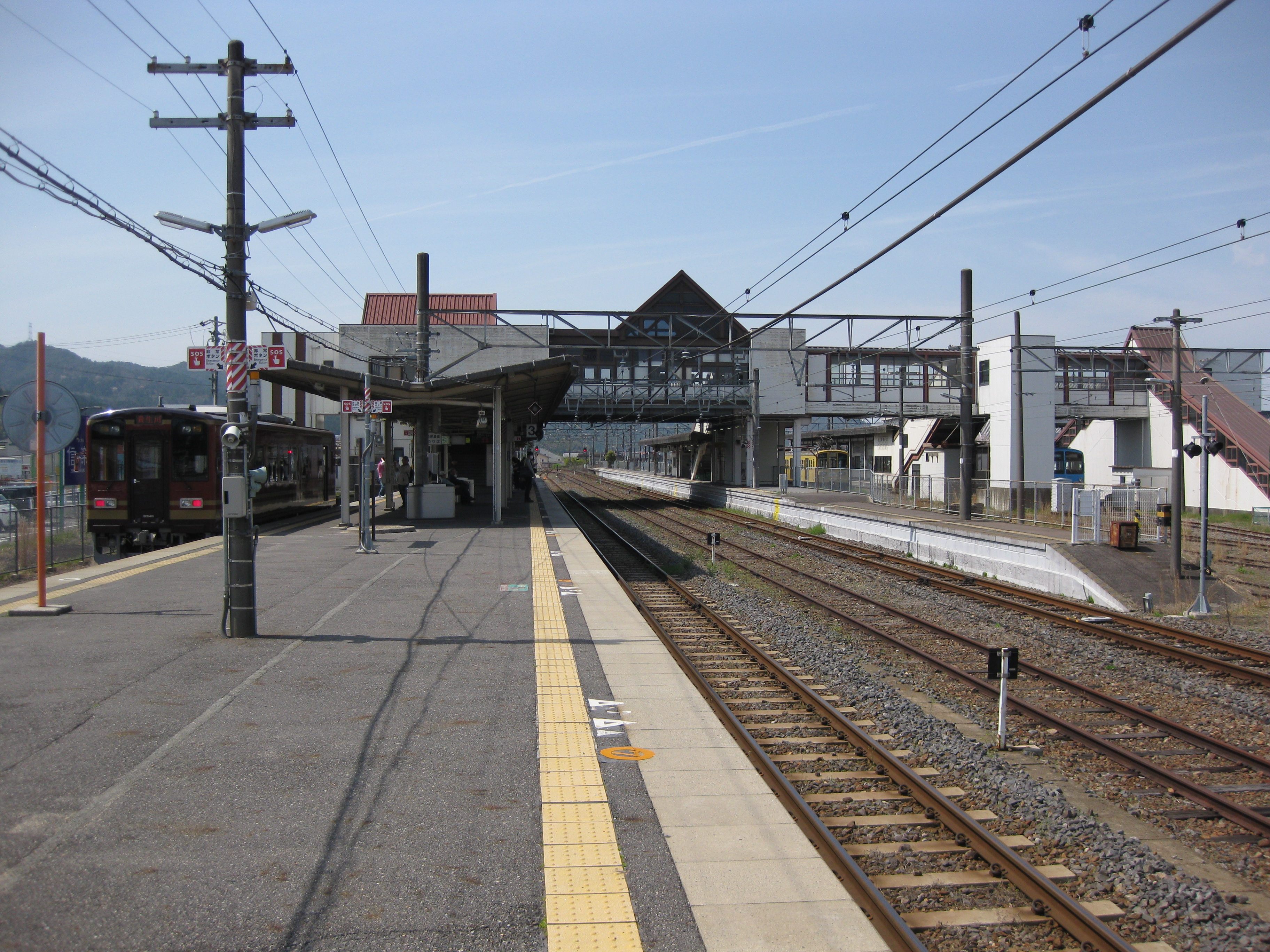
ホーム（2016年8月）
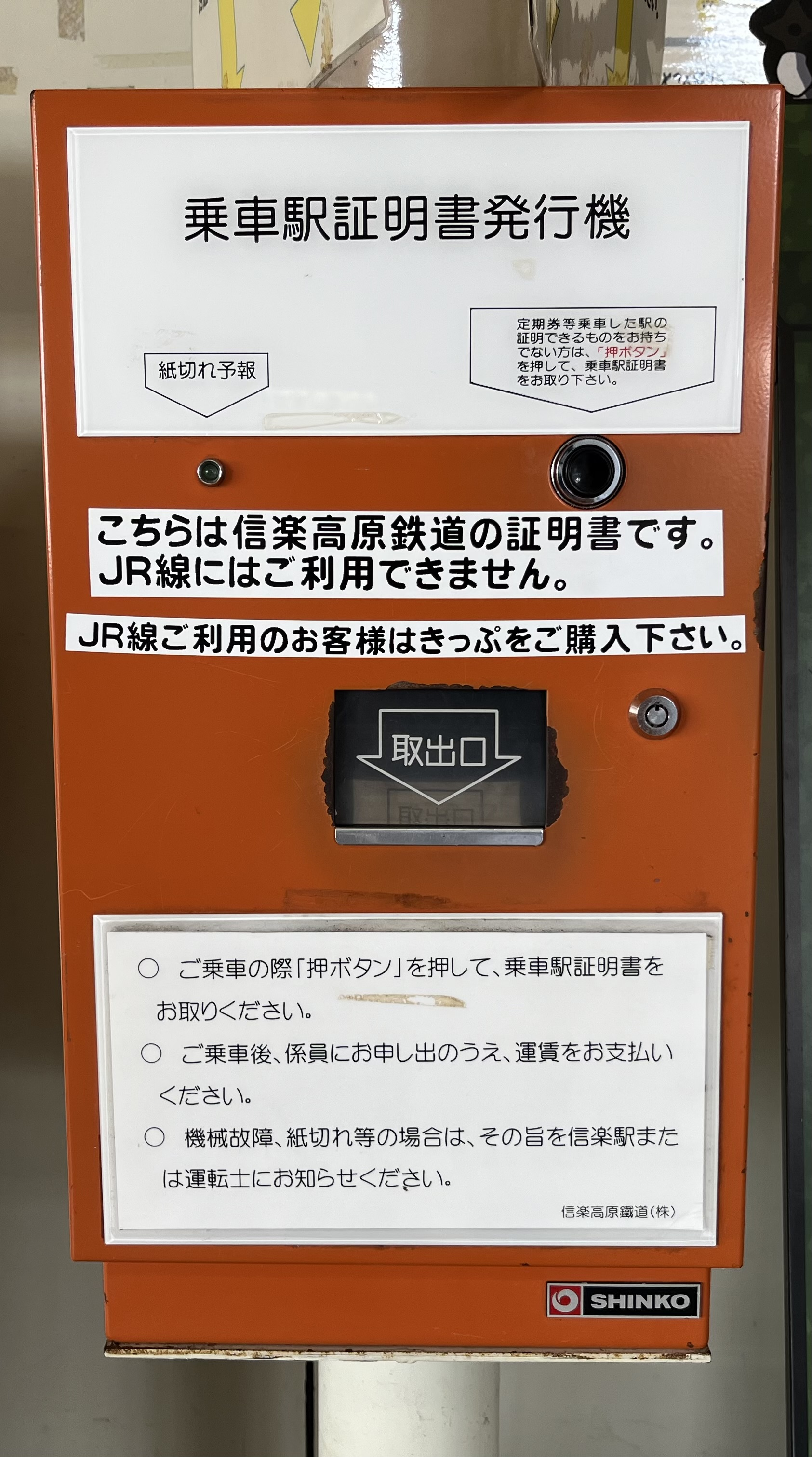
信楽高原鐵道 貴生川駅乗車駅証明書発行機（2023年8月）

### 近江鉄道

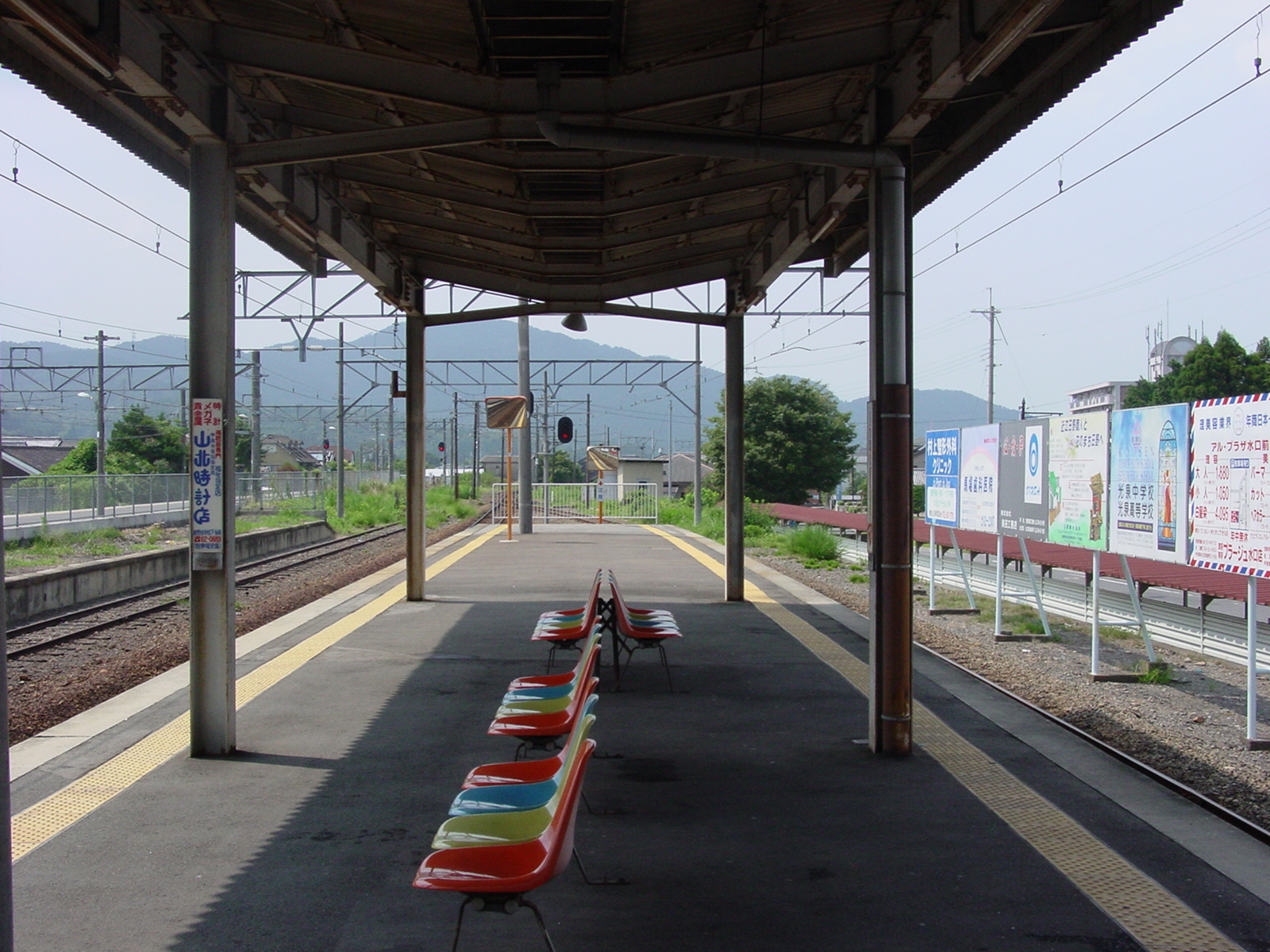
ホーム（近江鉄道線のりば）
（2004年8月）

島式ホーム1面2線を持つ地上駅。橋上駅舎の改札外の自由通路の最奥部に、ホーム入口にある改札口へ階段で繋がっている。

#### のりば
| 番線 | 路線                     | 行先     |
| ---- | ------------------------ | -------- |
| 1・2 | ■本線 （水口・蒲生野線） | 米原方面 |

付記事項
- JR1番線と近江鉄道1番線の間には、かつて近江鉄道と国鉄間で貨車の授受をしていた線路が残る（現在は使用されていない）。
- 戦前には近江鉄道と草津線の間で、多賀大社と伊勢神宮両方の参拝客を運ぶ列車が乗り入れていた。

## 利用状況
「滋賀県統計書」および「甲賀市統計」によると、1日平均の乗車人員は以下の通りである。JR西日本の移動等円滑化取組報告書によれば、2023年度の1日当たりの利用者数は7,140人。JRでは草津線の途中駅では最も多い。
| 年度   | JR西日本         | 近江鉄道         |
| 年度   | 1日平均 乗車人員 | 1日平均 乗車人員 |
| ------ | ---------------- | ---------------- |
| 1949年 | 3,070            |                  |
| 1950年 | 2,922            |                  |
| 1951年 | 3,017            |                  |
| 1952年 | 2,863            |                  |
| 1953年 | 2,615            |                  |
| 1954年 | 2,230            |                  |
| 1955年 | 2,127            |                  |
| 1956年 | 2,647            |                  |
| 1957年 | 2,619            |                  |
| 1958年 | 5,018            |                  |
| 1959年 | 2,891            |                  |
| 1960年 | 3,319            |                  |
| 1961年 | 3,511            |                  |
| 1962年 | 3,760            |                  |
| 1963年 | 4,346            |                  |
| 1964年 | 5,176            |                  |
| 1965年 | 5,392            |                  |
| 1966年 | 5,641            |                  |
| 1967年 | 5,547            |                  |
| 1968年 | 5,304            |                  |
| 1969年 | 4,805            |                  |
| 1970年 | 4,423            |                  |
| 1971年 | 4,150            |                  |
| 1972年 | 3,834            |                  |
| 1973年 | 4,702            |                  |
| 1974年 | 2,708            |                  |
| 1975年 | 3,835            |                  |
| 1976年 | 3,583            |                  |
| 1977年 | 4,631            |                  |
| 1978年 | 3,553            |                  |
| 1979年 | 3,551            |                  |
| 1980年 | 3,532            |                  |
| 1981年 | 3,658            |                  |
| 1982年 | 3,634            |                  |
| 1983年 | 3,729            |                  |
| 1984年 | 3,513            |                  |
| 1985年 | 3,197            |                  |
| 1986年 | 3,062            |                  |
| 1987年 | 3,122            |                  |
| 1988年 | 3,291            |                  |
| 1989年 | 3,266            |                  |
| 1990年 | 3,493            |                  |
| 1991年 | 3,824            |                  |
| 1992年 | 3,833            |                  |
| 1993年 | 3,987            |                  |
| 1994年 | 4,008            |                  |
| 1995年 | 4,127            |                  |
| 1996年 | 4,184            |                  |
| 1997年 | 4,176            |                  |
| 1998年 | 4,176            |                  |
| 1999年 | 4,148            |                  |
| 2000年 | 4,066            |                  |
| 2001年 | 3,983            |                  |
| 2002年 | 3,987            |                  |
| 2003年 | 4,148            |                  |
| 2004年 | 4,266            |                  |
| 2005年 | 4,290            |                  |
| 2006年 | 4,361            | 1,005            |
| 2007年 | 4,390            | 986              |
| 2008年 | 4,466            | 1,044            |
| 2009年 | 4,333            | 1,005            |
| 2010年 | 4,308            | 1,063            |
| 2011年 | 4,245            | 1,011            |
| 2012年 | 4,261            | 951              |
| 2013年 | 4,357            | 874              |
| 2014年 | 4,250            | 819              |
| 2015年 | 4,298            | 839              |
| 2016年 | 4,259            | 825              |
| 2017年 | 4,179            | 833              |
| 2018年 | 4,121            | 811              |
| 2019年 | 4,145            | 809              |
| 2020年 | 3,098            | 555              |
| 2021年 | 3,192            | 589              |
| 2022年 | 3,426            | 660              |

## 駅周辺
駅付近は住宅地となっており、所々にアパートや居酒屋などの飲食店が建つ。この付近には駐車場が点在する。駅南側には農協（JAこうか）や医療センターがあり、そのまま南へ進むと杣川に至る。川の向こう岸には運動公園・郵便局・教育機関がある。駅北側には宗教施設があり、森林の辺りには寺が点在する。駅東側を通る国道307号（近江グリーンロード）は跨線橋で立体交差し、駅西側を通る滋賀県道121号線はJR線のガード下をくぐった後、近江鉄道線沿いを少し並行する。
ちなみに、「貴生川」という駅名は、1889年（明治22年）に内貴、北内貴、虫生野、宇川の4か村が合併した際に各村名から1字ずつ取って付けられた合成地名に由来するものであり（貴生川村を参照）、駅の周辺に貴生川という河川は存在しないが、交番・字（）・交差点・市道の名称としてそれを用いる所がある。
北口
- 永福寺[寺社 1]
- 福照寺[寺社 2]
- 法泉寺[寺社 3]
- 加茂神社[寺社 4]
- 佐土神社[寺社 5]
- 天理教甲賀大教会
- 国道307号（近江グリーンロード）
- 滋賀県道121号貴生川北脇線
- 甲賀警察署貴生川交番
- 市道新町・貴生川幹線
- 市道虫生野希望ヶ丘線

南口
- 甲賀市貴生川地域市民センター 貴生川公民館
- 水口医療介護センター
- 貴生川郵便局
- 滋賀酒造
- 甲賀市立貴生川小学校
- 金刀比羅神社
- 杣川
  - 杣川運動公園
- 国道307号（近江グリーンロード）
  - 杣川大橋 - 杣川に架かる橋の1つ
- 滋賀県道122号貴生川停車場線
  - 北杣橋 - 杣川に架かる橋の1つ

## バス路線
南口のロータリー内に「貴生川駅」停留所があり、甲賀市コミュニティバスの各路線が発着する。かつては北口のロータリー内に停留所があり、そこから発着していた。
| 貴生川駅               | 貴生川駅 | 貴生川駅 |
| 運行事業者             | 系統または路線名・行先 | 備考 |
| ---------------------- | --- | --- |
| 甲賀市コミュニティバス | 八田線：八田口 / 八田 / 下田 広野台線：広野台東 / 三雲駅 和野・中畑線：和野 / 上真海 貴生川・甲賀病院線：甲賀病院 / 綾野 貴生川巡回線：貴生川駅 広域水口線：甲賀病院 / 綾野 / 甲賀駅北口 / 岩室里 土山本線：田村神社 / 鮎河口 / 大河原 土山甲賀病院直通便：田村神社 希望ケ丘・水口線：綾野 / 南センター / 甲賀市役所 | 八田線：八田口行きは平日夕方に2便のみ運行 広野台線：広野台東行きは平日夕方に1便のみ運行 和野・中畑線：上真海行きは平日昼過ぎに1便のみ運行 貴生川・甲賀病院線：平日のみ運行。うち2便は甲賀病院止り 貴生川巡回線：平日の朝晩に1便ずつ運行 広域水口線：平日のみ運行。綾野行きと岩室里行きは各1便のみ 土山本線：鮎河口・大河原方面への直通は朝晩のみ 土山甲賀病院直通便：平日の昼過ぎに1便のみ運行 希望ケ丘・水口線：綾野行きは夕方以降のみ運行（南センター経由） |

付記事項
- バスに関すること
  - バスロケーションシステムを兼ねたデジタルサイネージが設置され、2021年3月1日から運用を開始した[28]。
- 過去の路線
  - かつては西日本JRバスの近城線（水口新町行き、信楽方面行き）を運行していた。
  - 駅北口から「つちやまデマンドバス」（土山サービスエリア行き。事前予約制）の運行があったが、2021年4月1日のダイヤ廃止でされた[注釈 3]。
- その他
  - 貴生川地区へのデマンドタクシー路線（コミタク貴生川エリア）も当駅に乗り入れる（※要予約）[29]。

## 隣の駅
西日本旅客鉄道（JR西日本）
 草津線
甲南駅 - 貴生川駅 - 三雲駅
信楽高原鐵道
■信楽線
貴生川駅 - 紫香楽宮跡駅
近江鉄道
■本線（水口・蒲生野線）
水口城南駅（OR36） - 貴生川駅（OR37）

### 記事本文